# Polikarpov SPB (D)
Le Polikarpov SPB (D) (Skorostnoï Pikirouyouchtchi Bombardirovchtchik (Dalnost), « Bombardier en piqué à grande vitesse (Distance) »), était un bombardier en piqué soviétique conçu avant la Seconde Guerre mondiale. Un unique prototype et cinq appareils de préproduction furent construits, mais le crash de deux d'entre eux annula le programme en faveur du Petlyakov Pe-2.

## Développement
Le SPB (D) ressemblait fortement au Polikarpov VIT-2 (en) (qui avait été recommandé à la production en tant que bombardier en piqué), mais il était en fait issu d'une conception entièrement nouvelle. Il était plus petit que celui-ci, et possédait un fuselage monocoque. Le train d'atterrissage classique se rétractait vers l'arrière, dans les nacelles des moteurs, et la roulette de queue se rétractait dans le fuselage. Deux moteurs V12 Klimov M-105 à refroidissement liquide de 1 050 ch chacun furent accrochés sous les ailes. Il garda de son prédécesseur le cockpit proéminent et le nez vitré, mais son armement fut réduit à une unique mitrailleuse ShKAS de 7,62 mm pour le bombardier-navigateur, alors que le mitrailleur arrière héritait d'une Berezin UB dorsale rétractable de 12,7 mm, et d'un ShKAS ventral pour protéger le dessous de l'avion. La soute à bombes pouvait contenir jusqu'à 800 kg de bombes, et 700 kg de bombes pouvaient être ajoutés sur des supports externes sous les ailes.
En plus du prototype du SPB (D), cinq appareils de présérie furent commandés avant même que celui-ci ne fasse son premier vol. Ce vol eut lieu le 18 février 1940, piloté par Boris Koudrine, et se passa sans problèmes. Cependant, le 27 avril 1940, le premier prototype s'écrasa sans que l'on n'en trouvât la cause, tuant le pilote d'essais Pavel Golovin.
Le 2 juin, le pilote d'essai Mikhail Lipkine survécut lors d'un atterrissage moteurs coupés, à la suite de l'accrochage de son SPB (D) avec un Tupolev SB garé. Le 30 juin, le second SPB (D) se désintégra en vol. Lipkine et l'ingénieur Boulytchov, qui avaient pour instruction de tester le flottement des ailes en plongée à 600 km/h, furent tués dans l'accident ; l'avion se désintégra pourtant en vol horizontal. Au début, les enquêteurs firent porter la responsabilité de l'accident à l'adjoint de Polikarpov, Jemtchoujine, qui avait prétendument échoué à adapter les poids d'équilibrage à la partie avant des ailerons, causant ainsi un flottement incontrôlé. Plus tard, ils accusèrent également Lipkine, mort dans le crash, pour une soi-disant « accélération imprudente ». Les ingénieurs du TsAGI et le personnel de l'aéroport émirent eux des suspicions quant à d'autres facteurs, mais ceux-ci ne furent jamais examinés.
Le troisième prototype, piloté par Koudrine, perdit son compensateur horizontal en plein vol ; le pilote réussit malgré tout à poser l'avion, mais refusa par la suite de piloter d'autres prototypes du SPB (D),. Le 29 juillet 1940 le projet fut officiellement abandonné ; les tests requis pour un examen complet de l'accident ne furent pas terminés. Le gouvernement préféra construire des bombardiers en piqué bimoteurs sur la base simplifiée d'un Petlyakov VI-100 (en). Cette transformation, nommée Petlyakov Pe-2, prit le rôle originellement dévolu au SPB (D).

## Avion similaire
- Petlyakov Pe-2

## Sources
- (en) Cet article est partiellement ou en totalité issu de l’article de Wikipédia en anglais intitulé « Polikarpov SPB (D) » (voir la liste des auteurs).